# Víznar
Víznar település Spanyolországban, Granada tartományban. Lakosainak száma 997 fő (2024). Itt ölték meg 1936-ban Federico García Lorca költőt.

## Fekvése
Granadától 9 km-re található.

### Közeli települések
Víznar Alfacar, Huétor Santillán, Granada és Jun községekkel határos.

## Népesség
A település népessége az elmúlt években az alábbi módon változott:
| Lakosok száma | 744  | 768  | 796  | 865  | 907  | 991  | 995  | 976  | 1000 | 997  |
|               | 2001 | 2004 | 2006 | 2009 | 2011 | 2014 | 2016 | 2019 | 2021 | 2024 |